# 第一期联合国安哥拉核查团
第一期联合国安哥拉核查团（United Nations Angola Verification Mission I, UNAVEM I）是聯合國在安哥拉内战之後，在1989年到1991年之間，為了平复安哥拉国内安哥拉人民解放运动与争取安哥拉彻底独立全国联盟之间的内战，恢复和平稳定，建立统一政府所設立的維和任務。

## 概述
1988年12月20日，根据联合国安理会626号决议为应对安哥拉内战而成立的联合国维和部队 ，其存续时间为从1989年1月至1991年6月。

## 危机爆发
1974年，葡萄牙国内爆发康乃馨革命军事政变，執政42年的極右派独裁政權被推翻，其後政局动荡，政府更替頻繁。葡萄牙在非洲的殖民地，如佛得角、莫桑比克等轻松地独立。而安哥拉则陷入了长达数十年的内战之中。
蘇聯及古巴支持的安哥拉人民解放運動（MPLA/安人運）和由美國與南非白人政權支持的争取安哥拉彻底獨立全國聯盟（UNITA/安盟）爆發內戰。內戰期間，蘇聯支持的MPLA雖取得局部勝利並掌握政權，但是國內仍持續呈現戰爭狀態。

## 行动历程
核查团由军事人员70人，及从事支持任务的文职工作人员组成。
核查团介入的核心任务在于结束古巴雇佣军对于安哥拉内战的干涉，1991年5月古巴军队开始撤出安哥拉，1991年6月核查团以报告形式对这一情况予以证实。
安哥拉的后续维和工作，则根据1991年5月30日联合国安理会第696决议之规定，交由第二期联合国安哥拉核查团（United Nations Angola Verification Mission II, UNAVEM II）来完成

## 外部連結
- UNAVEM I官方網站 （页面存档备份，存于）